# Cabadbaran
Cabadbaran – miasto na Filipinach, położone w regionie Caraga, w prowincji Agusan del Norte, na wyspie Mindanao.
Miasto zostało założone w 1894 roku. Przez miasto przebiega autostrada A126 Zamboanga - Laoag.

## Edukacja
- Caraga State University - Cabadbaran Campus - Uniwersytet Stanowy Caraga[1]

## Miasta partnerskie
- Makati, Filipiny
- Naga, Filipiny
- Batac, Filipiny
- Rizhao, Republika Chińska

## Linki Zewnętrzne
- Strona oficja;na miasta